# Семь загадочных книг Хсана
«Семь загадочных книг Хсана» или «Семь загадочных книг Земли» (англ. Seven Cryptical Books of Hsan, Seven Cryptical Books of Earth) — сборник свитков тайных знаний из произведений американского писателя ужасов Г. Ф. Лавкрафта. Впервые появляется в рассказе «Иные боги» (1921), а позже в повести «Сомнамбулический поиск неведомого Кадата» (1926). В обоих произведениях сборник упоминается вместе с «Пнакотическими рукописями» и в контексте Древних богов из Страны снов. Другие запретные книги не упоминаются в этих двух работах. Последователи «Мифов Ктулху» расширили его описание.

## Происхождение в творчестве Лавкрафта
Лавкрафт пишет в рассказе «Иные боги» (1921):
В Ултаре, что лежит за рекой Скай, когда-то жил старик, жаждущий увидеть богов земли; человек, глубоко сведущий в семи загадочных книгах Хсана и знакомый с «Пнакотическими рукописями» далекого и замороженного Ломара. Его звали Барзай Мудрый, и жители деревни рассказывают, как он поднялся на гору в ночь странного затмения...

Луна темна, и боги танцуют в ночи; и ужас разлит по небу, ибо на луну опустилось затмение, которое не предрекала ни одна из человеческих книг или книг Богов земли... Ледяные склоны бесконечно вздымаются в чёрные небеса, куда поднимаюсь и я... Хей! Хей! Наконец-то! В тусклом свете я увижу Богов земли! Это другие боги! Это боги Внеземного ада, что стерегут слабых Богов земли! О, мщение бесконечных бездн... О, эта проклятая, эта дьявольская пропасть... Милосердные Боги земли, я падаю в небеса!
Лавкрафт пишет в повести «Сомнамбулический поиск неведомого Кадата» (1926):
Атал поведал много интересного о богах, и самое главное - что они и впрямь были единственными детьми Земли, немощно владычествующими над нашим сновидческим миром и более нигде не имеющими ни обиталища, ни власти. Они способны внять молитве, коли находятся в хорошем расположении духа, но нельзя даже помыслить о том, чтобы подняться в их ониксовую крепость на вершине Кадата в холодной пустыне. Картер, хотя и был разочарован обескураживающим советом Атала и скудной помощью, которую можно было найти в «Пнакотических рукописях» и «Семи загадочных книгах Хана», не отчаялся полностью.
«Семь загадочных книг Хсана» редкий сборник, что появляется в обоих работах и только в городе Ултар, что стоит за рекой Скай на Земле Мнар (на Западе, в Стране снов).
Барзай Мудрый узнал из сборника столько тайн о Богах Земли, что его самого стали называть полубогом. Барзаи взошел на гору Хатег-Кла со своим учеником Аталом, когда боги, как он узнал, будут исполнять танец памяти в ночь лунного затмения. Там Барзаи определил, что это не известные ему Боги Земли, а «Боги внеземного ада». Эта таинственная сила утащила Барзаи в бездну небес. Боги высекли символ на горе, сделанный по их образу и подобию, что встречается в «Пнакотических рукописях».
Рэндольф Картер искал встречи с Богами Земли на Неведомом Кадате, что стоит в холодной пустыне, на севере. Он консультировался с Аталом, который хранил сборник в храме Старших богов в городе Ултар. За пределами Ултара труд не появляется. В финале Ньярлатхотеп обманом отправляет Картера в бездну Азатота, вместо встречи с Богами Земли. Другим сновидцам, похоже, ничего не известно о столь важном труде. Мудрецы Нашт, Каман-Та, Куранес ничего не смогли сказать о Богах Земли.
Существует версия, что Барзаи тоже встретил Ньярлатхотепа на Хатег-Кла, поскольку он слышал сардонический смех. В повести «Сомнамбулический поиск...» Ньярлатхотеп на Кадате сардонически говорит Картеру, что встретил Барзаи на вершине Хатег-Кла, чье высокомерие привлекло внимание богов, и «они сделали то, что и ожидалось». Хотя, известно, что Ньярлатхотеп всегда обманывает людей. Барзаи успел напоследок сказать, что видел мщение бездн в небе — что указывает на Азатота.

## Вдохновение

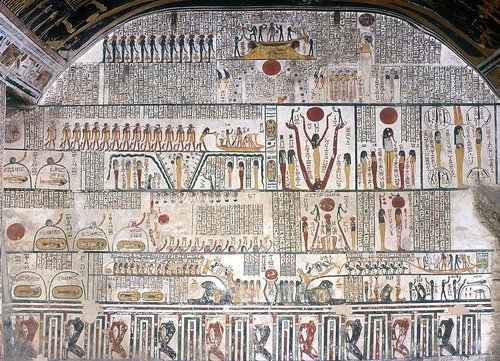
Книга Земли

«Семь загадочных книг Хсана» и «Пнакотические рукописи» — труды из «Цикла снов» и они не содержат внеземных иероглифов Акло. Хотя, последней Лавкрафт позже припишет главы об инопланетянами.
Название «Семь загадочных книг Хсана», вероятно, китайского происхождения. По одной версии, это то же самое, что и легендарные «Семь книг Тан», (Танграм) которые, как говорят, датируются 4000 годом до н.э. и содержат множество головоломок для тех, у кого острый ум. По другой версии, этот сборник может быть аналогом «И Цзин» (Книга Перемен) — китайского текста по космологии и гаданию.
Лавкрафт наделяет сборник вторым названием «Семь загадочных книг Земли», — что относится к мифологии Древнего Египта. Например, существует «Великая Книга Земли», что описывает небесную клипсидру и Предвечного бога, который породил всех остальных богов. Центральные божества в Книге земли: Осирис, Ра, Ба и бог земли Акер. Также представлены: Анубис, Нун, Хепри, Тот, Исида, Нефтида, Око гора, Апеп, Шу, Тефнут, Хаос и Неизвестный бог. «Книга Земли» состоит из двух половин: первая содержит сцены наказания, а вторая описывает солнечный диск Ра, бога Солнца, и его путешествие в Подземный мир, а также «о его выходе на свет». В «Книге мёртвых» есть главы «о выходе к свету дня» — обе эти фразы есть в рассказе «Иные боги». В литературе Древнего Египта и Древнегреческой литературе божества посещают горы, что служат им проходом меж мирами. Боги обитают также в туманности космоса — согласно космогонии Древнего Египта.
Также на Египет указывает многие названия, такие как Земли Мнар (древнее название Египта).

## Другие авторы
- рассказы Августа Дерлета
- «Возвращение Жосфа» ("The Return of Zhosph"), Гари Майерс (1972)
- «Зот-Оммог» ("Zoth-Ommog"), Лин Картер (1976)
- «Палач» ("Headsman"), Майкл Фантин (1979)
- «Вызов Нугут-Юга» ("The Summons of Nuguth-Yug"), Гари Майерс и Лэйдлоу (1981)
- «Частное расследование возможного местонахождения Клары Бойд» ("A Private Inquiry into the Possible Whereabouts of Clara Boyd"), Марш и др.

## Настольные игры
Для настольной игры «Зов Ктулху» было создано новое расширенное описание сборника. Вероятно, авторы отдали предпочтение китайскому происхождению. Приводится история преследования этого запретного труда:
Хсан Великий написал сборник свитков во втором веке. Другие, однако, утверждают, что свитки изначально пришли из Ленга и датируются временами мифического Жёлтого Императора Китая, будучи переведёнными на китайский язык с забытого языка. Когда Цинь Шихуан Ти (Ch'in Shih Huang Ti), первый император Китая, приказал сжечь Книги в 213 году до н.э., большая часть китайских копий была уничтожена, и последующие китайские авторы были вынуждены составить искажённую версию, основанную на тех фрагментах, которые они смогли найти, и их собственных воспоминаниях. Четыре более поздние династии также запретили книги Хсана, сделав их ещё более редкими.
Книги были вывезены контрабандой из Китая и переведены множество раз. Первым появился, вероятно, английский перевод 1729 года, хотя он настолько беден, что большинство учёных считают его едва ли достойным упоминания. В 1940 году бостонское издательство "Silver Key Press" опубликовало лучший перевод на английский язык, сделанный оккультистом Этьеном-Лораном де Мариньи (из рассказа «Врата серебряного ключа»). Лама Дорджи Рам (Lama Dordji Ram), возможно, с помощью известного исследователя Александры Давид-Неель (Alexandra David-Neel), сделал французский перевод, который появился в Марселе в 1943 году.
Копии сборника на разных языках можно найти в Храме Старцев Ултара, в Мискатоникском университете, Библиотеке Государственного университета в Санкт-Петербурге, Библиотеке Арсенала, Библиотеке Конгресса (полная копия, хотя и тщательно охраняемая) и в руках частных коллекционеров в Шотландии и Франции. Сборник хранятся в библиотеке Далай-ламы, но найти его в Тибете крайне тяжело, так как тибетские монахи спрятали свои экземпляры от вторгшихся китайских армий.

### Содержание
Содержание широко варьируется по темам, включая правильное обращение с телом мёртвого колдуна, формы Ньярлатхотепа, описание Страны снов и историю Плато Ленг. Главы включают цитаты из «Текста Р'льех» и заклинания, что имеют сходство с теми, что содержатся в «Песнопениях Дхол». Наиболее важными церемониями являются «Семь загадочных заклинаний Хсана», хотя их значение неизвестно. Вторая книга, иногда называемая «Знамение знамений» (The Sign of Signs), как говорят, дарует ограниченную власть над жизнью и смертью, а четвёртая дает заклинания для вызова и изгнания демонов. Несколько полных изданий пятой книги содержат формулу создания Ока Света и Тьмы. Одна из книг, что упоминается как «потерянная» (несмотря на то, что де Мариньи утверждает, что его перевод содержит все семь томов), даёт информацию о том, как мудрость может быть получена от мёртвых. Некоторые даже говорят, что код, скрытый в книгах, указывает время, когда вернутся Древние.